# Sezai Karakoç
Sezai Karakoç, né le 22 janvier 1933 à Ergani (province de Diyarbakır, Turquie) et mort le 16 novembre 2021, est un poète, écrivain, intellectuel et homme politique turc ; c'est une figure notable de la poésie turque, et du mouvement nationaliste islamiste turc.

## Biographie
Sezai Karakoç est né en 1933 dans une famille de tradition musulmane.
Il est diplômé en sciences politiques de l'université d'Ankara en 1955. Il commence sa carrière au sein du ministère des Finances (Maliye Bakanlığı), puis obtient un poste de journaliste à Istanbul et commence à publier des périodiques.
Ses premiers poèmes furent publiés dans la revue Büyük Doğu (Grand Orient) éditée par Necip Fazil Kisakürek, la plus importante revue de contestation politique et sociale de l'époque. Outre ses poèmes, Sezai Karakoç rédige des diverses monographies sur la culture et la poésie.
Dans les années 1950, il devient une figure de proue de la poésie mystique turque au sein du courant de renouveau lyrique İkinci Yeni (Seconde Modernité ou litt. Second Nouveau).
En 1990, il fonde son propre parti politique, le Diriliş Partisi (Parti Résurrection). Dans son programme électoral il écrit : « Notre principe fondamental est la vérité. La science est la voie, la méthode est l'instrument principal qui mène à la vérité ». 
En avril 1991, l'article 163 du code pénal qui interdisait la constitution de partis sur une base religieuse est abrogé.
Dès lors, il organise un meeting politique à Bursa, le 14 juillet 1991. Ce dernier fut un échec, finalement, seulement une cinquantaine de personnes y assistent pour autant de policiers. Il mettra fin au parti en 1997, à la suite d'un revers électoral. 
En 2007, il tente une nouvelle formule avec un nouveau parti, le Yüce Diriliş Partisi (Parti de la Résurrection Suprême).

## Œuvre et pensée
Proche du courant poétique Íkinci Yeni (Poetry of Turkey (en)), Sezai Karakoç critique ouvertement le courant Garip (en) qui les précède, en particulier Orhan Veli. Il rejoint la plupart des antagonistes de Garip, qui reprochaient la focalisation sur la vie urbaine à ses auteurs, perçue comme un manque de profondeur dans l'analyse de la société. Karakoç estime les personnages d'Orhan Veli issus des fantasmes et lubies d'un jeune bourgeois, condamne l'absence de l'Anatolie rurale dans ses écrits, et qualifie sa vision des vendeurs de simits et de lait maigre d'artificielle et manquant de sensibilité .
Les textes de  Karakoç, souvent ancrés dans la réalité, ont des thèmes existentialistes, métaphysiques et symboliques.
Sezai Karakoç est un précurseur des Poètes musulmans, collectif qui émerge en réponse aux élites laïques au pouvoir. Profondément investi par l'islam, il soutient que la poésie, ou les arts en général, sont « toujours destinés à Dieu, même quand on s'y refuse ».
Dans ses poèmes et essais, il entretient l'idée de renaissance des peuples islamiques, qu'il nomme « résurrection ». Il entend lutter contre la perte de l'identité musulmane et l'auto-aliénation du peuple turc, qu'il désigne sous le nom d'« auto-colonisation »,. À ce sujet, il écrira : « Il n’est pas facile de repousser l’obscurité qui s’est abattue sur nous. Il nous faut des héros dans tous les domaines. Des héros de la pensée, de l’art et de la morale ».
S'il plaide en faveur d'un retour de l'érudition en islam, il ne considère cependant pas l'Empire ottoman comme un âge d'or de la pensée moderniste, celui-ci serait, selon lui, plutôt à rechercher du côté l'Inde ou de l'Égypte,.
Il qualifie la conquête de Constantinople par les Turcs de victoire « de la civilisation islamique contre la civilisation occidentale, au cours de laquelle l’occidentale a été défaite, ».

## Réception et influence
Il eut de l'influence sur les intellectuels nationalistes islamistes Ahmet Arvasi et Fethullah Gülen,, ainsi que sur le président de la République turque Abdullah Gül. Gülen a par ailleurs organisé des cercles de lecture et des distributions des ouvrages de Karakoç.

## Ouvrages

### Poésies
- Körfez (Golfe), 1959
- Sesler (Sons), 1968
- Zamana adanmış sözler (Mots dédiés au temps), 1970
- Ayinler (Rites), 1977
- Şiirler VI (Poèmes VI), 1980

### Pensées
- Ruhun dirilişi (La résurrection de l'âme), 1977
- Insanlıgın dirilişi (La résurrection de l'humanité), 1977
- İslâmın dirilişi (La résurrection de l'islam), 1978
- İslâm toplumunun ekonomik strüktürü (Structure économique de la société islamique), 1978